# Glaresis medialis
Glaresis medialis es una especie de coleóptero de la familia Glaresidae.

## Distribución geográfica
Habita en Texas  y en Utah (Estados Unidos).